# Maison échevinale de Domart-en-Ponthieu
La maison dite Maison échevinale dite aussi Maison des templiers datée des  XVe et XVIe siècles est un bâtiment d'habitation située à Domart-en-Ponthieu dans le département de la Somme, en France.

## Histoire
L'édifice a peut-être été construit au XIVe siècle. Les Templiers n'ayant jamais possédé de bien à Domart-en-Ponthieu, ce ne peut être une maison de Templiers. D'autre part, au début du XIIIe siècle, Domart avait certes obtenu une charte communale mais pas l'autorisation d'édifier un beffroi. La maison où se réunissaient des échevins a été localisée dans un autre lieu du bourg, l’appellation pour cet immeuble de « maison échevinale » est donc erronée. À partir du XVIe siècle, le bâtiment est appelé le « Grand Hôtel », propriété d'un riche laïc avec jardins à l'arrière. En 1580, la maison fut victime d'un incendie. Le bâtiment fut alors divisé en deux : la partie gauche devint une hostellerie à l'enseigne de Saint-Nicolas, celle de droite une brasserie.
Malgré les destructions que subit le bourg de Domart au XVIe siècle pendant les guerres de la Ligue, lors du passage des Espagnols en 1597 puis, pendant la guerre de Trente Ans à partir de 1635, cette maison est parvenue jusqu'à nous.
C'est au XIXe siècle que le bâtiment fut d’abord identifié comme une maison de Templiers, puis comme celle de l’échevinage.
En 1840, elle figura sur la première liste des monuments historiques classés.

## Description
Le bâtiment est un corps de logis massif et rectangulaire, construit en pierre calcaire qui s'élevait à l'origine sur deux niveaux. La façade était composée d'une série de six arcades en tiers-point de style gothique. Un double cordon de pierre horizontal délimitait la base du second niveau. Les fenêtres en arc surbaissé étaient divisées en deux lancettes dont le tympan était composé d'un remplage trilobé.
Le côté gauche a perdu aujourd'hui les ouvertures originelles et la modification des ouvertures sur le côté droit ont modifié la physionomie de l'édifice.
Les Frères Duthoit réalisèrent une série de dessins du bâtiment conservés à Amiens au Musée de Picardie